# Уласевич Катерина Сергіївна
Катерина Сергіївна Уласевич (рос. Екатерина Сергеевна Уласевич; нар. 3 березня 1991) — російська футболістка, воротар білоруського клубу «Динамо-БДУФК».

## Клубна кар'єра

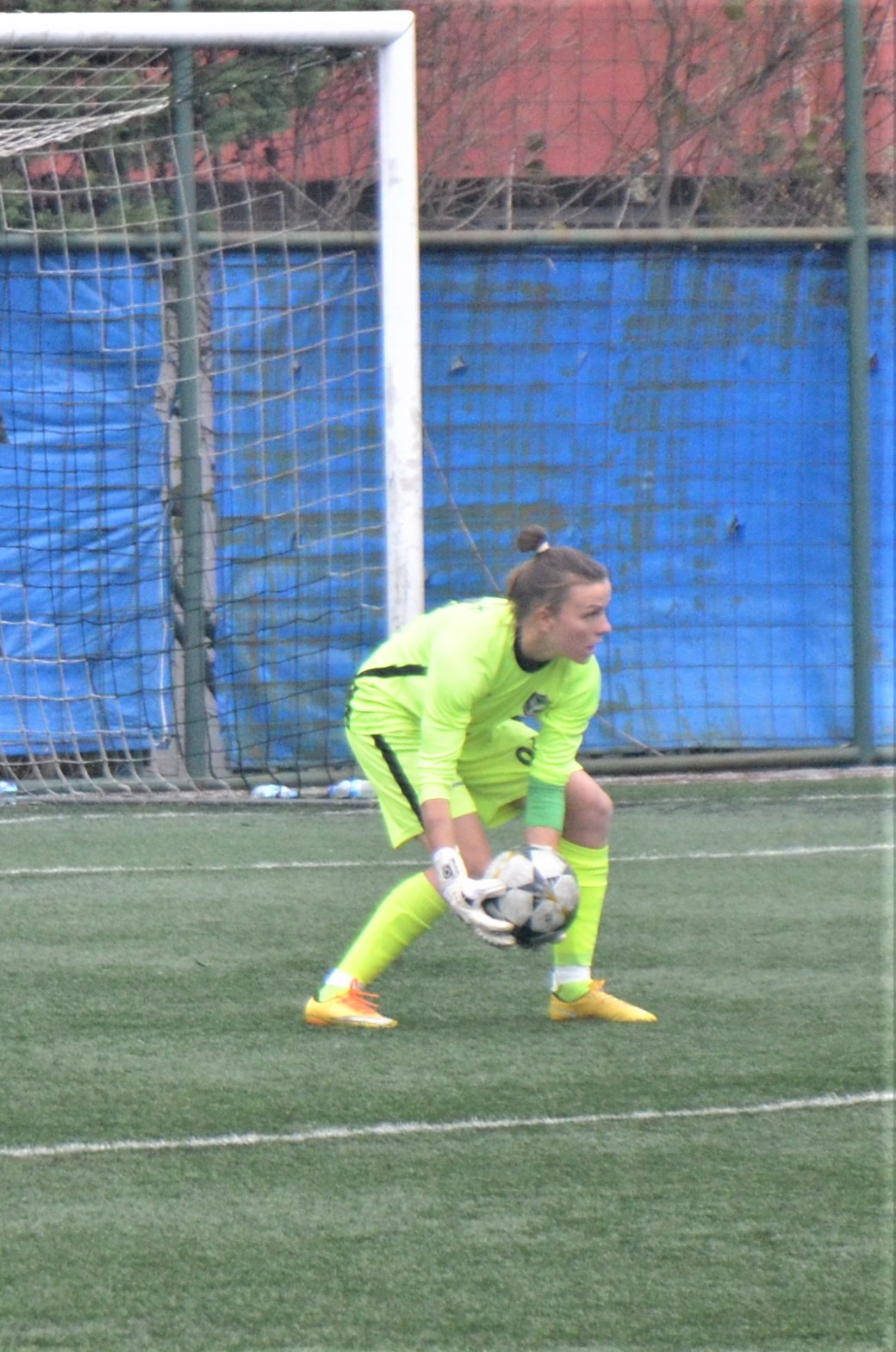
Катерина Уласевич під час виступів за стамбульський «Амед» У Першій лізі Туреччини 2018/19.

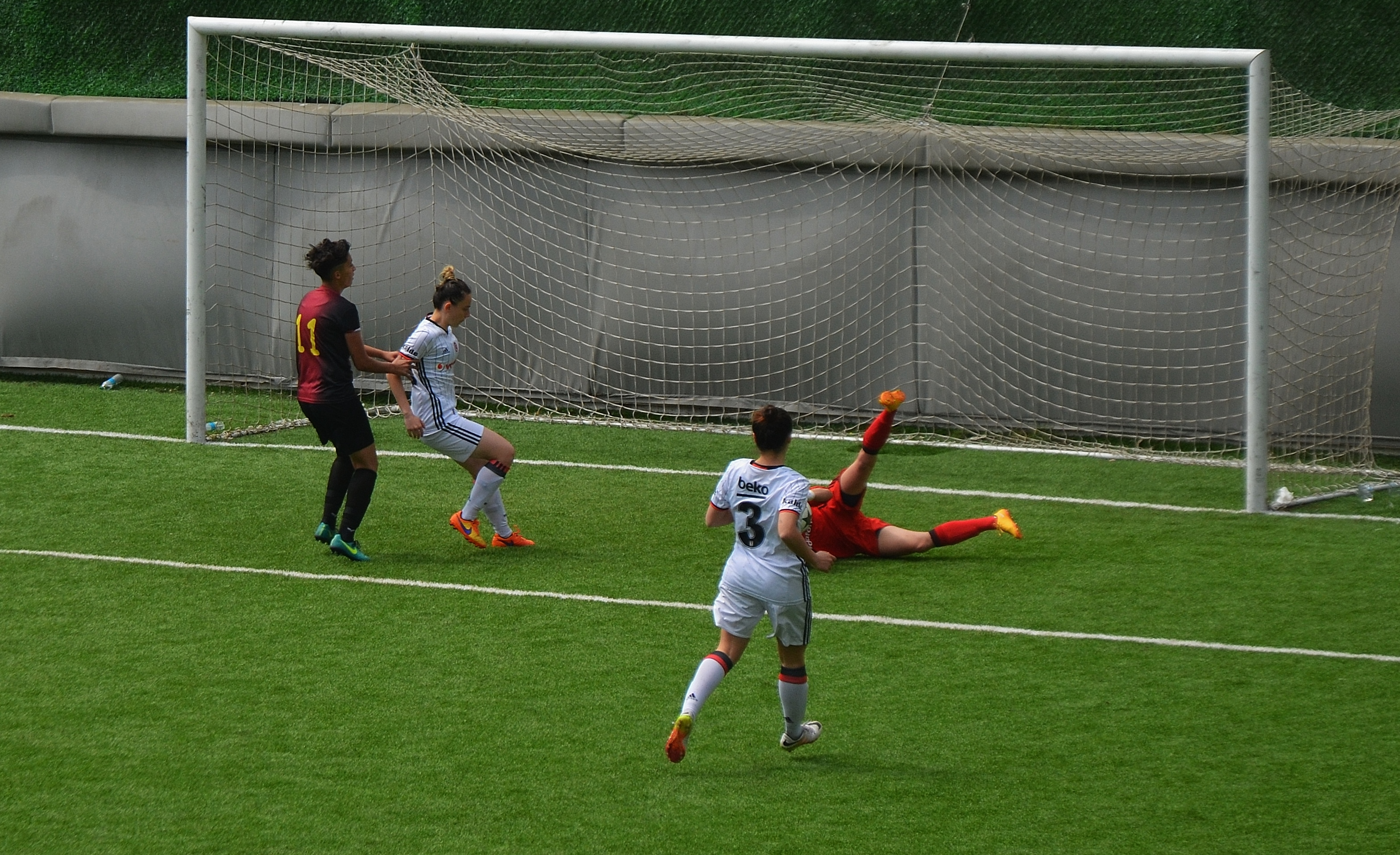
Катерина Уласевич виконує сейв у домашньому матчі плей-оф проти «Беледієспора» у сезоні 2016/17 років.

Розпочала виступати на дорослому рівні в 2009 році у вищій лізі Росії в клубі «УОР-Зірка» (Звенигород). У сезоні 2011/12 років грала за клуб «Мордовочка», а восени 2013 року виступала за «Росіянку». Потім провела два сезони в клубі «Рязань-ВДВ», в його складі — фіналістка Кубку Росії 2014 року (у фіналі не грала).
Також на початку кар'єри виступала в пляжному футболі за московський «Локомотив».
У 2016 році перейшла в турецький клуб «Бешикташ» і зіграла 21 матч у чемпіонаті Туреччини. Навесні 2018 року виступала за румунську команду «Олімпія» (Клуж), а восени того ж року знову грала в Туреччині за «Амед» (Стамбул).
На початку 2019 року підписала контракт з клубом «Єнісей» і провела сезон як основний воротар. У 2020 році перейшла в клуб чемпіонату Білорусі «Німан».

## Кар'єра в збірній
Виступала за молодіжну збірну Росії. Зіграла 3 матчі на Кубанській весні 2009. 28 квітня того ж року вона взяла участь у матчі другого кваліфікаційного раунду молодіжного чемпіонату Європи 2009 року проти Словаччини. Зіграла три матчі на Кубанській весні 2010 року. Загалом у футболці молодіжної збірної Росії зіграла 7 матчів.

## Статистика виступів

### Клубна
Станом на 23 грудня 2018.
| Клуб              | Сезон             | Ліга                 | Ліга  | Ліга | Єврокубки | Єврокубки | Нац. кубок | Нац. кубок | Загалом | Загалом |
| Клуб              | Сезон             | Дивізіон             | Матчі | Голи | Матчі     | Голи      | Матчі      | Голи       | Матчі   | Голи    |
| ----------------- | ----------------- | -------------------- | ----- | ---- | --------- | --------- | ---------- | ---------- | ------- | ------- |
| «УОР-Зірка»       | 2009              | Чемпіонат Росії      | 3     | 0    | –         | –         | 4          | 0          | 7       | 0       |
| «УОР-Зірка»       | 2010              | Чемпіонат Росії      | 14    |      | –         | –         | 3          | 0          | 17      | 0       |
| «УОР-Зірка»       | Загалом           | Загалом              | 17    | 0    | –         | –         | 7          | 0          | 24      | 0       |
| «Мордовочка»      | 2011–12           | Чемпіонат Росії      | 17    | 0    | –         | –         | 0          | 0          | 17      | 0       |
| «Мордовочка»      | Загалом           | Загалом              | 17    | 0    | –         | –         | 0          | 0          | 17      | 0       |
| «Росіянка»        | 2013              | Чемпіонат Росії      | 5     | 0    | –         | –         | 0          | 0          | 5       | 0       |
| «Росіянка»        | Загалом           | Загалом              | 5     | 0    | –         | –         | 0          | 0          | 5       | 0       |
| «Рязань-ВДВ»      | 2014              | Чемпіонат Росії      | 1     | 0    | –         | –         | 0          | 0          | 1       | 0       |
| «Рязань-ВДВ»      | 2015              | Чемпіонат Росії      | 5     | 0    | –         | –         | 0          | 0          | 5       | 0       |
| «Рязань-ВДВ»      | Загалом           | Загалом              | 6     | 0    | –         | –         | 0          | 0          | 6       | 0       |
| «Бешикташ»        | 2016–17           | Перша ліга Туреччини | 21    | 0    | –         | –         | 0          | 0          | 21      | 0       |
| «Бешикташ»        | Загалом           | Загалом              | 21    | 0    | –         | –         | 0          | 0          | 21      | 0       |
| «Амед»            | 2018–19           | Перша ліга Туреччини | 7     | 0    | –         | –         | 0          | 0          | 7       | 0       |
| «Амед»            | Загалом           | Загалом              | 7     | 0    | –         | –         | 0          | 0          | 7       | 0       |
| Усього за кар'єру | Усього за кар'єру | Усього за кар'єру    | 73    | 0    | –         | –         | 7          | 0          | 80      | 0       |

## Досягнення
«Бешикташ»
- Перша ліга Туреччини
  -  Срібний призер (1): 2016/17